# Näse gård
Näse gård (finska: Latokartano) är en by och egendom i före detta Bjärnå kommun, nuvarande Salo i Egentliga Finland. Byn ligger mellan Bjärnå å och Kisko å.
Näse är ett före detta kungsgård. Gustav Vasa grundade gården år 1555. Det har funnits bruksverksamhet på gårdens egendomar under 1800-talet.